# Fédération nationale des transporteurs routiers
La Fédération nationale des transporteurs routiers (FNTR) est un syndicat français de transporteurs routiers.
Créée en 1933, sa mission est la défense et la promotion des intérêts, de l'image et de la pérennité des entreprises et du secteur du transport routier de marchandises français.

## Liste des principaux résultats
| La FNTR réclame la création d’un carburant utilitaire (fiscalité réduite)                 | 1993 |
| Le contrat de Progrès                                                                     | 1994 |
| La création du temps de service                                                           | 1995 |
| Les mesures de mise en place du contrat de Progrès                                        | 1996 |
| La création du CFA                                                                        | 1997 |
| Le dégrèvement «camion» de taxe professionnelle                                           | 1997 |
| La transposition au minimum européen de la directive relative à la taxation des véhicules | 1998 |
| L'action directe                                                                          | 1998 |
| Le gazole professionnel                                                                   | 1998 |
| La suppression du droit de timbre sur les contrats de transport                           | 1999 |
| Les manifestations de janvier et les dispositions dérogatoires aux 35 heures              | 2000 |
| Les manifestations de septembre et le chèque TIPP, rétroactif au 1er janvier (35c/l)      | 2000 |
| La baisse de 25c/litre de la TIPP                                                         | 2001 |
| La régulation du transport et les indices synthétiques CNR                                | 2001 |
| Le mécanisme spécifique de repos compensateur                                             | 2002 |
| La consécration par l’Europe du régime gazole professionnel                               | 2003 |
| Le doublement du dégrèvement camion                                                       | 2004 |
| La privatisation des visites techniques                                                   | 2004 |
| La TICPE fixée au minimum européen                                                        | 2004 |
| Le décompte dérogatoire des heures supplémentaires au trimestre /quadrimestre             | 2004 |
| Le mécanisme législatif de répercussion gazole                                            | 2005 |
| Les délais de paiement à 30 jour                                                          | 2005 |
| La TVA péages                                                                             | 2005 |
| Le dégrèvement camion porté à 1000 €                                                      | 2005 |
| Le principe de répercussion d’une fiscalité de l’usage des infrastructures                | 2006 |
| La spécificité Transport «Loi TEPA»                                                       | 2007 |
| La taxe à l’essieu ramenée au minimum européen                                            | 2008 |
| L'encadrement du cabotage                                                                 | 2009 |
| La régulation de l’accès à la profession                                                  | 2010 |
| Le 44 T à 5 essieux                                                                       | 2011 |
| La non libéralisation du cabotage en 2014                                                 | 2012 |
| La prorogation 44T Euro III                                                               | 2013 |
| La suspension sine die de l’écotaxe                                                       | 2014 |
| La préservation des allègements Fillon                                                    | 2014 |
| Le vote du Paquet Mobilité 1 par le Parlement européen                                    | 2019 |